# Epicharis lindigii
Epicharis lindigii är en biart som beskrevs av Heinrich Friese 1899. Epicharis lindigii ingår i släktet Epicharis och familjen långtungebin. Inga underarter finns listade i Catalogue of Life.